# Héctor Gay
Héctor Norberto Gay (Pigüé, provincia de Buenos Aires, 15 de enero de 1958) es un periodista y político argentino. Desde 2015 hasta 2023 fue el Intendente del Partido de Bahía Blanca.

## Familia y estudios
Nació en Pigüé, provincia de Buenos Aires, el 15 de enero de 1958.
Comenzó su carrera a los 17 años en Radio Pigüé, luego desarrolló su actividad periodística durante 30 años en LU2 Radio Bahía Blanca. Desde 1996 hasta 2013 se desempeñó como conductor del programa Por Bahía en Canal 9 (actual Telefe Bahía Blanca).

## Actividad política
En el 2013 fue elegido diputado provincial por la Sexta Sección Electoral por Unión PRO.
En las Elecciones Municipales de la Provincia de Buenos Aires de 2015 participó en las elecciones Primarias Abiertas Simultáneas y Obligatorias (PASO) en la interna por la intendencia por la alianza Cambiemos contra el exconcejal (2005-2013) Roberto Ursino y el 25 de octubre obtuvo el 43% de los votos, consiguiendo la intendencia de Bahía Blanca sobre Marcelo Feliú (FpV). Los otros candidatos a Intendente de la Ciudad fueron: Hernán González Becares (UNA), Raúl Woscoff (Progresistas) y Emiliano Fabris (FIT).
Gay asumió el cargo de Intendente el día 10 de diciembre de 2015. A lo largo de su primer mandato impulsó al concejal Nicolás Vitalini como presidente del Concejo Deliberante de Bahía Blanca. No obstante, en su segundo mandato determinó que Fernando Compagnoni fuera presidente del deliberativo bahiense.
En las Elecciones Municipales de la Provincia de Buenos Aires de 2019 Gay resultó reelecto Intendente de Bahía Blanca para el periodo 2019-2023 con casi 95 mil votos obtenidos. Al principio de su segundo mandato, se recrudeció la polémica por el elevado costo de la tarifa de transporte urbano, especialmente luego de que el presidente del Concejo Deliberante fuera denunciado por una maniobra irregular destinada a aprobar un nuevo aumento.

## Elecciones
En agosto de 2015, Gay ganó las elecciones Primarias para intendente de Bahía Blanca.
Elecciones PASO agosto 2015
| Candidato               | Partido/Coalición                      | Porcentaje | Habilitados para Generales |
| ----------------------- | -------------------------------------- | ---------- | -------------------------- |
| Héctor Gay (PRO)        | Cambiemos                              | 33,70 %    | Si, pasó a las generales   |
| Marcelo Feliu           | Frente para la Victoria                | 24,50 %    | Si, pasoó a las generales  |
| Raul Woscoff            | Progresistas                           | 10,05 %    | Si, pasó a las generales   |
| Damaso Larraburu        | Una Nueva Alternativa                  | 9,79 %     | Si, pasó a las generales   |
| Ivan Budassi            | Frente para la Victoria                | 8,15 %     |                            |
| Hernan Gonzalez Becares | Una Nueva Alternativa                  | 3,59 %     |                            |
| Roberto Ursino (UCR)    | Cambiemos                              | 3,32 %     |                            |
| Emiliano Fabris         | Frente de Izquierda y los Trabajadores | 2,89 %     | Si, pasó a las generales   |
| Mauro Vargas            | Frente de Izquierda y los Trabajadores | 2,68 %     |                            |

#### Elecciones Intendente Bahía Blanca 2015[6]
| Candidato     | Alianza/Coalición       | votos  | Porcentaje |
| ------------- | ----------------------- | ------ | ---------- |
| Héctor Gay    | Cambiemos               | 76.641 | 43,52%     |
| Marcelo Feliú | Frente para la Victoria | 62.401 | 35,43%     |

#### Elecciones Intendente Bahía Blanca 2019[6]
| Candidato           | Alianza/Coalición    | Votos  | Porcentaje |
| ------------------- | -------------------- | ------ | ---------- |
| Héctor Gay          | Juntos por el Cambio | 94.760 | 50,90%     |
| Federico Susbielles | Frente de Todos      | 77.272 | 41,51%     |